# Горбачёв, Владимир Иванович
Владимир Иванович Горбачёв (род. 13 августа 1946) — российский инженер, политический деятель, депутат Государственной Думы Федерального Собрания РФ второго созыва.

## Биография
Окончил Новочеркасский политехнический институт по специальности горный инженер-строитель. 
Был заместителем главы администрации г. Снежинск Челябинской области, избирался депутатом Снежинского городского Совета.
Был избран депутатом Государственной думы 14 декабря 1997 г. на дополнительных выборах по Кыштымскому одномандатному избирательному округу Nо 184 Челябинской области, являлся членом депутатской группы «Народовластие», членом Комитета ГД по природным ресурсам и природопользованию.
В 2016 году баллотировался в депутаты Государственной думы от партии "Коммунисты России" по 190-му (Металлургическому) избирательному округу Челябинской области. Набрал 4,2 % голосов.